# سوشانت سینگ
سوشانت سینگ (انگلیسی: Sushant Singh؛ زادهٔ ۹ مارس ۱۹۷۲) هنرپیشه، مجری اهل هند است.
از فیلم‌ها یا برنامه‌های تلویزیونی که وی در آن نقش داشته‌است می‌توان به خانواده اشاره کرد.

## فیلم‌شناسی
فهرست برخی از فیلم‌هایی که سوشانت سینگ در آنها به ایفای نقش پرداخته‌است:
- خانواده
- جنون
- روبنده‌ام رنگی شده
- رژ لب زیر برقع من
- هدف
- طعمه
- داستان نفرت ۲
- افسانه بهاگات سینگ
- ناک اوت
- آتش
- مدرسه
- میهن
- حقیقت
- دی
- دکتر باباصاحب
- مخبر
- زمان
- همت
- وارث شاه: عشق وارث
- پهلوان
- پول برگشتی
- مبارزه
- چه کسی؟
- سحر
- لاهور
- تاریخچه خون